# Balzhausen

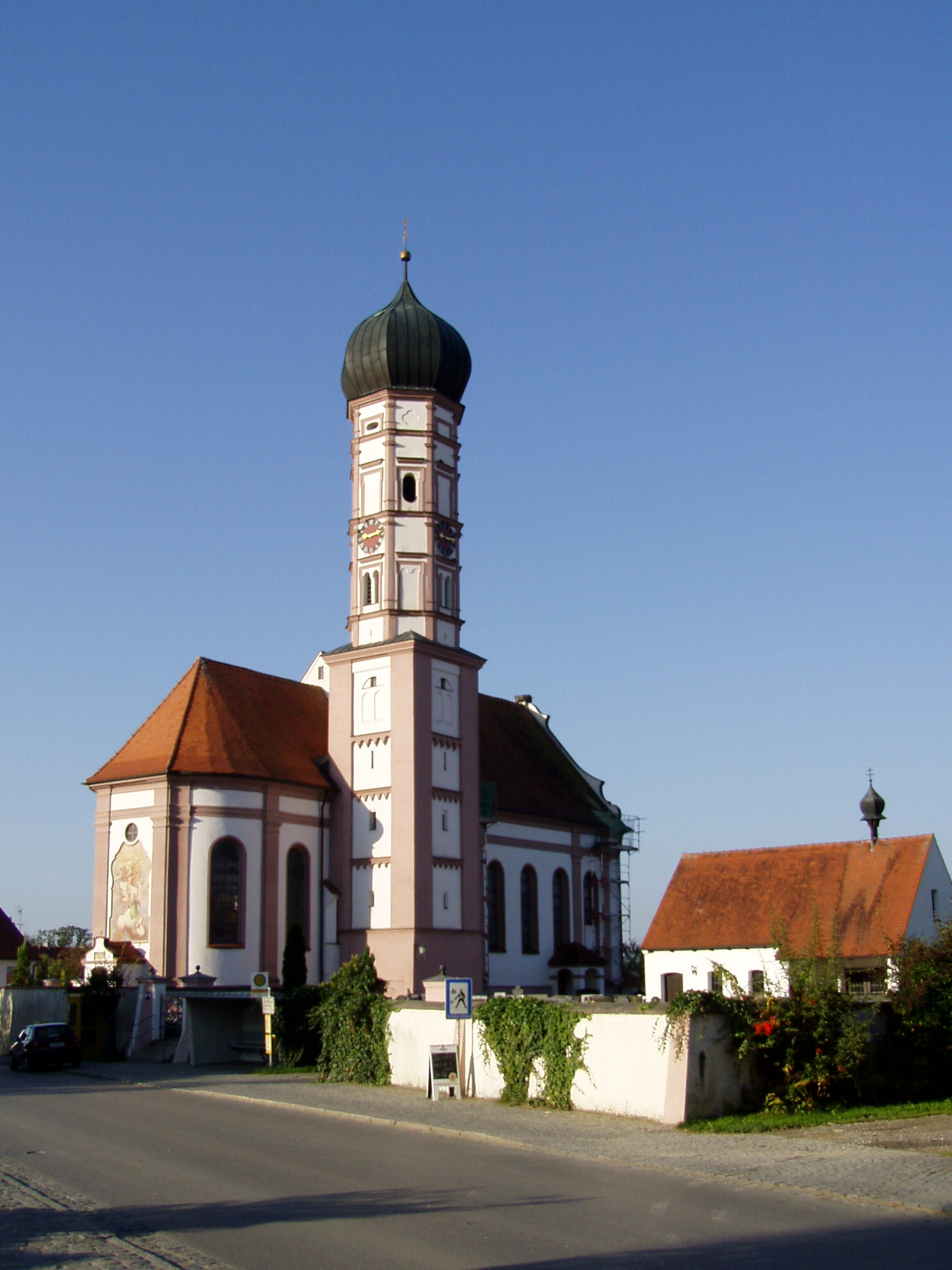
Pfarrkirche in Balzhausen

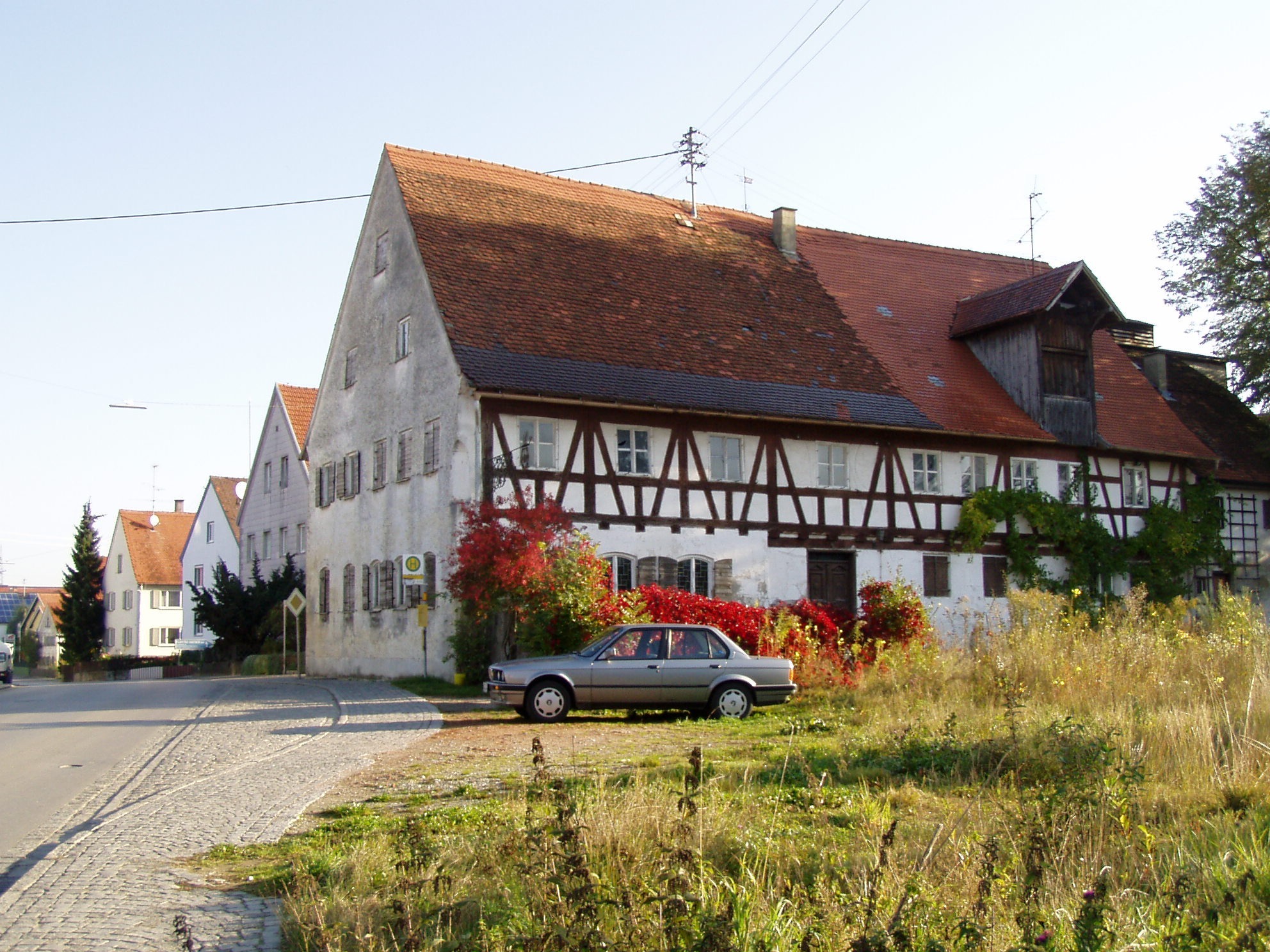
Gasthaus Krone in Balzhausen Oktober 2004

Balzhausen ist eine Gemeinde und ein Pfarrdorf im schwäbischen Landkreis Günzburg und ein Mitglied der Verwaltungsgemeinschaft Thannhausen.

## Geografie
Balzhausen liegt in der Region Donau-Iller.
Es gibt zwei Gemeindeteile (in Klammern ist der Siedlungstyp angegeben):
- Balzhausen (Pfarrdorf)
- Kirrberg (Weiler)

Es gibt nur die Gemarkung Balzhausen.

## Geschichte

### Bis zur Gemeindegründung
In Balzhausen befand sich zur Römerzeit ausweislich archäologischer Befunde eine Ziegelei.
Balzhausen wurde im Jahr 956 erstmals urkundlich erwähnt. Seit dem Mittelalter war die Markgrafschaft Burgau Landesherr, zu der die örtliche Herrschaft Seifriedsberg gehörte. In der Zeit der Bauernkriege eroberten Bauern im Februar 1525 Balzhausen und mehrere kleine Orte, darunter auch Thannhausen. Diesem Bauernhaufen brachte ein Heereszug aus Ulm am 31. Mai 1525 eine verheerende Niederlage bei, in dessen Folge die Orte Burg und Balzhausen niedergebrannt wurden. Balzhausen gehörte den Grafen Oettingen-Wallerstein. Es handelt sich um einen Teil der seit 1751 Oettingschen Herrschaft Seifriedsberg. Mit der Rheinbundakte 1806 kam der Ort zum Königreich Bayern. Im Zuge der Verwaltungsreformen im Königreich Bayern entstand mit dem Gemeindeedikt von 1818 die heutige Gemeinde.

### Einwohnerentwicklung
| Jahr      | 1961 | 1970 | 1987 | 1991 | 1995 | 2000 | 2005 | 2010 | 2015 |
| Einwohner | 0901 | 0930 | 0971 | 1034 | 1123 | 1224 | 1209 | 1184 | 1234 |

Zwischen 1988 und 2018 wuchs die Gemeinde von 964 auf 1209 um 245 Einwohner bzw. um 25,4 %.

## Politik

### Bürgermeister
Bürgermeister war von 1996 bis 2014 Gerhard Glogger (CSU/Freie Wähler). Neuer Bürgermeister ist Daniel Mayer. Er amtiert seit 2014 und wurde am 15. März 2020 als einziger Bewerber mit 71,6 % der Stimmen für weitere sechs Jahre gewählt.

### Gemeinderat
Bei der Kommunalwahl am 15. März 2020 wurde lediglich ein Wahlvorschlag eingereicht, und zwar gemeinsam von CSU/Freie Wählern, die alle zwölf Sitze im Gemeinderat erhielten.
| Partei/Liste             | 2020 | 2020  | 2014 | 2014  | 2008  |
| Partei/Liste             | %    | Sitze | %    | Sitze | Sitze |
| ------------------------ | ---- | ----- | ---- | ----- | ----- |
| CSU / Freie Wähler       | 96,8 | 12    | 58,3 | 7     | 7     |
| Wähler benannte Personen | 3,2  | 0     | –    | –     | –     |
| Balzhauser Neue Liste    | –    | –     | 41,7 | 5     | 5     |
| Gesamt                   | 100  | 12    | 100  | 12    | 12    |

### Wappen und Flagge
| Wappen von Balzhausen | Blasonierung: „Gespalten durch einen goldenen Pfahl in Grün und Rot; vorne ein silbernes Haus mit goldenem Dach, hinten ein schwebendes silbernes Tatzenkreuz.“ |
| Wappen von Balzhausen | |

Die gleichzeitig genehmigte weiß-grün-gelbe Gemeindeflagge wird nicht verwendet.

## Wirtschaft und Infrastruktur

### Wirtschaft einschließlich Land- und Forstwirtschaft
Es gab 1998 nach der amtlichen Statistik im produzierenden Gewerbe 286 und im Bereich Handel und Verkehr keine sozialversicherungspflichtig Beschäftigte am Arbeitsort. In sonstigen Wirtschaftsbereichen waren am Arbeitsort 33 Personen sozialversicherungspflichtig beschäftigt. Sozialversicherungspflichtig Beschäftigte am Wohnort gab es insgesamt 404. Im verarbeitenden Gewerbe gab es keine, im Bauhauptgewerbe zwei Betriebe. Zudem bestanden im Jahr 1999 44 landwirtschaftliche Betriebe mit einer landwirtschaftlich genutzten Fläche von 975 ha; davon waren 402 ha Ackerfläche und 574 ha Dauergrünfläche.
Der Gewerbesteuerhebesatz beträgt zurzeit 310 %.

### Bildung
Im Jahre 2007 existierten folgende Einrichtungen:
- Kindergarten: 50 Kindergartenplätze mit 41 Kindern
- Grundschule: eine mit acht Lehrern und 130 Schülern
- SVE (schulvorbereitende Einrichtung): 40 Plätze; derzeit ca. 36 Kinder

## Persönlichkeiten
- Joseph Renftle (1823–1881), altkatholischer Geistlicher
- Abt Hyazinth Gaßner (1692-1745), Abt der Klosters Steingaden (1729-1745), Auftraggeber für den Bau der Wieskirche